# Spulber
Spulber est une commune roumaine située dans le județ de Vrancea.